# Crematogaster cylindriceps
Crematogaster cylindriceps är en myrart som beskrevs av Wheeler 1927. Crematogaster cylindriceps ingår i släktet Crematogaster och familjen myror. Inga underarter finns listade i Catalogue of Life.